# Métricas a nivel de autor
Las métricas a nivel de autor son métricas de citas que miden el impacto bibliométrico de autores, investigadores, académicos y académicos individuales. Se han desarrollado muchas métricas que tienen en cuenta una cantidad variable de factores (desde solo considerar la cantidad total de citas hasta observar su distribución en artículos o revistas utilizando principios estadísticos o de Teoría de grafos ).
La principal motivación de estas comparaciones cuantitativas entre investigadores es la asignación de recursos (p. ej., financiación, nombramientos académicos). Sin embargo, sigue existiendo controversia en la comunidad académica sobre qué tan bien las métricas a nivel de autor logran este objetivo.
Las métricas a nivel de autor difieren de las métricas a nivel de revista que intentan medir el impacto bibliométrico de las revistas académicas en lugar de las personas. Sin embargo, las métricas desarrolladas originalmente para revistas académicas se pueden informar a nivel de investigador, como el factor propio a nivel de autor y el factor de impacto del autor.